# Messiás (Händel)

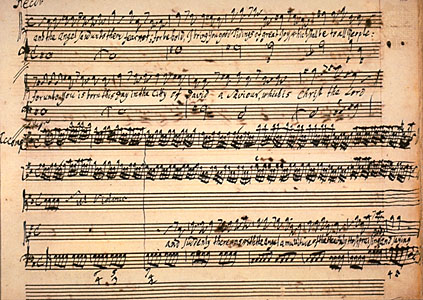
A Messiás kéziratának részlete

Georg Friedrich Händel Messiás című oratóriuma (HWV 56) a műfaj egyik leggrandiózusabb alkotása, Händel főműve. Az oratóriumot 1742-ben mutatták be Dublinban egy árvaház javára, és Händel életében kizárólag jótékonysági céllal adták elő.

## A darab születése
Händel kiemelkedő kvalitású és fontosságú oratóriumai gyakorlatilag kényszerből születtek. Operái tulajdonképpen sorra megbuktak, a kor, az angliai szokások pedig jobban kedveztek a vallásos témájú, ám színpad és színházi kellékek nélküli előadásoknak. Az oratórium amolyan helyettesítő műfaj lett: Händel a maga operaszezonjai számára, vagy inkább azok kiváltására kezdett oratóriumokat írni – 1732 után egyre többet, majd 1737 és 1739 között egy időre leállt ez a műfajú sorozat (az oratórium-előadások is megritkultak). Ezután a drámai oratóriumok helyett inkább a szemlélődő, morális oratóriumok kezdték érdekelni, bár 1739-ben még megírta a viszonylag cselekményes Sault. Az újfajta oratóriumok sorában először az Izrael Egyiptomban született meg, amelyben egyéni szereplők nincsenek is, a zenekar mellett csak kórust szerepeltet. Ezt követte a Cecilia-óda (Dryden szövegére), majd a L'Allegro, il Penseroso ed il Moderato következett (1740) (Milton szövegére, amit Jennens dolgozott át).

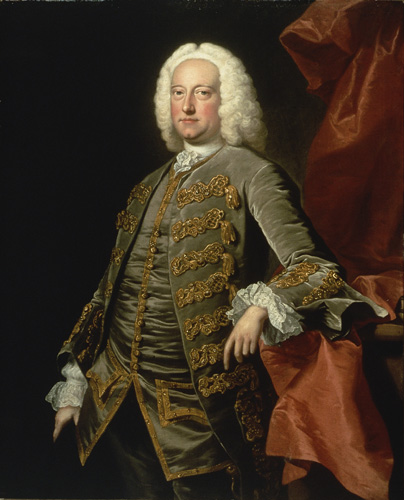
A librettista Charles Jennens arcképe 1740 körül

A Messiás szövegét Charles Jennens (1700–1773) angol költő állította össze, aki művelt földbirtokos családból származott, maga is jómódú és nagy műveltségű ember volt. Egy kizárólag bibliai szövegre épülő darab ötlete feltehetően tőle származik.
Händel 1741 augusztusától foglalkozott a téma megzenésítésével, és mindössze huszonnégy nap alatt (augusztus 22. és szeptember 14. között) készült el vele (igaz, kölcsönzött a saját korábbi darabjaiból is részeket). Az angol hagyomány szerint a komponálást Jennens leicestershire-i kastélyában végezte (Gopsall Hall), de erről nincs bizonyíték. Ezt a darabot szánta dublini bemutatkozásának, miután Devonshire hercege, Írország kormányzója meghívta a komponistát egy jótékonysági előadássorozatra, az ottani kórház és más intézmények javára. Händel 1741 novemberében utazott Dublinbe, és a Messiást 1742. április 13-án mutatta be egy újonnan megnyitott koncertteremben (Neal's Music Hall). Az előadást Händel a csembaló mellől vezette, a zenekart pedig Matthew Dubourg vezényelte. A bemutató rendkívül sikeres volt, a közönséget lenyűgözte az oratórium, de Händel egész dublini időszaka sikeres volt – mind anyagilag, mind művészileg.
A londoni bemutató 1743 tavaszán volt a Covent Gardenben, s ezután szokássá vált, hogy az oratóriumot – jótékonysági céllal – minden évben előadják a Foundling Hospital (árva- vagy lelencház) kápolnájában. Händel életében összesen harmincnégyszer adták elő, mindannyiszor az árvaház javára. A Messiásnak rövid idő alatt egyre nagyobb lett a népszerűsége, és a kortárs zenetörténész Burney a következőket írta róla: „E szent oratórium, ahogyan eleinte nevezték, mivelhogy szövege teljes egészében a Szentírásból származik, a közönségnél igen nagy tetszést aratott, ezért Händel a legtisztább jótékonyságtól indíttatva arra a dicséretes elhatározásra jutott, hogy a Messiást minden évben előadja az árvaház javára. S ez így is történt élete végéig…”
Nagy-Britanniában szokássá vált, hogy a Messiás legismertebb részlete, a kórus által előadott Halleluja alatt a közönség állva hallgatja a zenét. A szokás eredete II. György királyhoz (1683–1760) fűződik, aki a londoni premier előadásán felállt a Halleluja hallgatása közben, a közönség pedig követte őt.

## A zene
A Messiás, mint korábban már volt róla szó, nem drámai oratórium, nem Krisztus életét meséli el, és nincs közvetlen köze a liturgiához sem: sokkal inkább amolyan hitvallás. A szövegek nagy része ótestamentumi prófécia és zsoltár, nem magáról Krisztusról van szól, hanem a „Messiásról”: a várt, a majdan eljövő, megfoghatatlan alakról. „A történetből sugárzik a zenére a kivételesség fénye … A legnagyobb történethez, a legnagyobb hőshöz fűződő érzelmek szólnak a Messiás zenéjéből.” Az oratóriumban kiemelkedő a kórus szerepe (ez nem szokatlan Angliában, ahol igen fejlett kórusmozgalom volt), ezen kívül egy vagy két szoprán, egy alt, egy tenor és egy basszus működik közre. Händel eredeti zenekara huszonöt vonósból, két oboából, két fagottból, két trombitából és üstdobból állt, a basso continuót csembaló adta, a kórus 20–25 fős volt. Később egyre monumentálisabb együttessel adták elő a darabot, ezek közül legnagyobb a Thomas Beecham által vezényelt Royal Filharmonikus Zenekar volt 1959-ben, akik számára Eugene Goossens dolgozta át a művet. A zenekar – a vonóskaron kívül – három fuvolával illetve piccolóval, négy oboával, két klarinéttal, két fagottal, egy kontrafagottal, négy kürttel, két trombitával, három harsonával, tubával, hárfával, üstdobbal és más ütősökkel állt fel.
Händel az első bemutató után, és majd a későbbiekben is, egyre több változtatást, módosítást hajtott végre a Messiáson, amely változtatások oka főleg a mindenkori előadói apparátushoz való igazítás volt. Ennek következtében az oratóriumnak nincs állandósult verziója, a mai előadások és hangfelvételek során általában feltüntetik, melyik változatról van is szó. Ráadásul a darab olyan hosszú (több mint két órás), hogy manapság teljes egészében ritkán adják elő, még a hangfelvételek egy része is csak rövidített változatot tartalmaz.
Az oratórium a Messiás történetét meséli el. Az első rész a Krisztus előtti időkről és a Megváltó születéséről, a második a szenvedéstörténetről szól, a harmadik rész pedig a megváltásról elmélkedik. Az áriák egy része visszafogottan operaszerű, de az oratórium meghatározó karakterét a kórusszámok adják. A Halleluja utáni első szopránária bevezető sorát („I know that my Redeemer liveth” – „Tudom, hogy megváltóm él”) vésték rá Händel westminsteri apátságbeli sírjára.

## AMessiásfelépítése
Händel több ízben végzett kisebb módosításokat a művön, elsősorban az adott előadáshoz rendelkezésre álló énekesek személyéhez igazítva. Az alább ismertetett „tartalomjegyzék” a mű eredeti, 1741-42-es változatát mutatja be. Teljes előadásának időtartama mintegy 135 perc, ez azonban függ a választott előadásmódtól, ami a darab több mint két és fél évszázados folyamatos előadástörténete során sokat változott.
Az oratórium három részre tagolódik, melyek közül az első kettő nagyjából egyforma hosszú, a harmadik rövidebb lírai epilógus. Az első részben a Krisztus előtti időkkel és a születéssel, a másodikban a szenvedéstörténettel, a harmadikban pedig a megváltással kapcsolatos elmélkedésé a központi szerep. A három részt az elemzés és értelmezés céljából hagyományosan öt, hét illetve négy szakaszra, „jelenetre” osztják. Ez a felosztás a zenei anyagban tetten érhető, de a szerzőnél kifejezett formában nem található meg.

### A számok formái
A mű a nyitány (sinfonia) kivételével sorszámmal ellátott 53 számból áll. A számok megoszlása formájuk szerint az eredeti változatban: tizenöt ária, egy arioso, egy duett, huszonegy kórus, hat recitativo, hét accompagnato és két zenekari szám. A szerző azonban egyes előadásokra alkalmi módosításokat eszközölt a darabon, így előfordultak más elrendezések is, illetve léteznek rövidített változatok is, amikor egyes számokat kihagynak vagy lerövidítenek.
A recitativo illetve accompagnato jelentése itt tulajdonképpen recitativo secco illetve recitativo accompagnato. Az előbbi egyszerű basso continuo kísérettel jár, az utóbbit a zenekar kisebb-nagyobb része, mindenesetre több hangszer kíséri. Az egyik recitativo – a 14. szám – azonban összetett: négy rövid részletből áll, amelyek váltakozva secco és accompagnato formájúak.
Az áriák, az arioso, a recitativók és az accompagnatók basszus, tenor, alt és szoprán hangra íródtak, ahogy a kórusok is, a duett pedig altra és tenorra, így az előadáshoz elegendő egy nem túl nagy négyszólamú kórus és a kórus tagjai közül kikerülő négy szólista. A mai előadói gyakorlat azonban általában nagyobb kórust és öt szólistát (két szopránnal) alkalmaz.
A két zenekari szám a lassú bevezetőből és gyors második részből majd lassuló befejezésből álló francia stílusú sinfonia (nyitány) és az olasz zenei alapanyagra épülő pifa (pásztorjáték).

### Első rész
| Sorszám | Forma, szólam                       | Angol cím                                  | Bibliai forrás                                | Cím magyarul                                |
| ------- | ----------------------------------- | ------------------------------------------ | --------------------------------------------- | ------------------------------------------- |
| (I)     |                                     |                                            |                                               |                                             |
|         | Sinfonia (zenekari tétel)           |                                            |                                               |                                             |
| 1.      | Accompagnato (tenor)                | Comfort ye my people                       | Izajás könyve 40.1-3                          | Vigasztaljátok meg népemet                  |
| 2.      | Ária (tenor)                        | Ev'ry valley shall be exalted              | Izajás könyve 40.4                            | Minden völgyet töltsetek fel                |
| 3.      | Kórus (himnusz)                     | And the Glory of the Lord                  | Izajás könyve 40.5                            | … az Úr dicsősége                           |
| (II)    |                                     |                                            |                                               |                                             |
| 4.      | Accompagnato (basszus)              | Thus saith the Lord of Hosts               | Aggeus könyve 2.6-7 Malakiás könyve 3.1       | Igen, ezt mondja a Seregek Ura              |
| 5.      | Ária (szoprán)                      | But who may abide the day of His coming    | Malakiás könyve 3.2                           | De ki fogja tudni elviselni jövetele napját |
| 6.      | Kórus                               | And He shall purify the sons of Levi       | Malakiás könyve 3.3                           | Megtisztítja Lévi fiait                     |
| (III)   |                                     |                                            |                                               |                                             |
| 7.      | Recitativo (alt)                    | Behold, a virgin shall conceive            | Izajás könyve 7.14 Máté evangéliuma 1.23      | Íme, a szűz fogan                           |
| 8.      | Ária (alt)                          | O thou that tellest good tidings to Zion   | Izajás könyve 40.9 Izajás könyve 60.1         | … te, aki jó hírt viszel Sionnak            |
| 9.      | Kórus                               | O thou that tellest good tidings to Zion   | Izajás könyve 40.9 Izajás könyve 60.1         | … te, aki jó hírt viszel Sionnak            |
| 10.     | Accompagnato (basszus)              | For behold, darkness shall cover the earth | Izajás könyve 60.2-3                          | Mert még sötétség borítja a földet          |
| 11.     | Ária (basszus)                      | The People that walked in darkness         | Izajás könyve 9.2                             | A nép, amely sötétben jár                   |
| 12.     | Kórus (duett)                       | For unto us a Child is born                | Izajás könyve 9.5                             | Mert gyermek születik … nekünk              |
| (IV)    |                                     |                                            |                                               |                                             |
| 13.     | Pifa (pásztorjáték, zenekari tétel) | Pifa (pásztorjáték, zenekari tétel)        | Pifa (pásztorjáték, zenekari tétel)           | Pifa (pásztorjáték, zenekari tétel)         |
| 14.a    | Recitativo (szoprán)                | There were Shepherds abiding in the Field  | Lukács evangéliuma 2.8-11,13                  | Pásztorok tanyáztak a vidéken               |
| 14.b    | Accompagnato (szoprán)              | And lo, the angel of the Lord              |                                               |                                             |
| 15.     | Recitativo (szoprán)                | And the angel said unto them               |                                               |                                             |
| 16.     | Accompagnato (szoprán)              | And suddenly there was with the angel      |                                               |                                             |
| 17.     | Kórus                               | Glory to God in the Highest                | Lukács evangéliuma 2.14                       | Dicsőség a magasságban Istennek             |
| (V)     |                                     |                                            |                                               |                                             |
| 18.     | Ária (szoprán)                      | Rejoice greatly, O Daughter of Zion        | Zakariás könyve 9.9-10                        | Ujjongj, Sion leánya                        |
| 19.     | Recitativo (szoprán)                | Then shall the eyes of the blind be open'd | Izajás könyve 35.5-6                          | Akkor megnyílik a vakok szeme               |
| 20.     | Ária (szoprán)                      | He shall feed His flock like a shephard    | Izajás könyve 40.11 Máté evangéliuma 11.28-29 | Mint a pásztor, úgy legelteti nyáját        |
| 21.     | Kórus (duett)                       | His yoke is easy, His burthen is light     | Máté evangéliuma 11.30                        | Az Ő igája édes, és az Ő terhe könnyű       |

### Második rész
Behold the Lamb of God 
| Sorszám | Forma, szólam                              | Angol cím                                     | Bibliai forrás | Cím magyarul |
| ------- | ------------------------------------------ | --------------------------------------------- | -------------- | ------------ |
| (I)     |                                            |                                               |                |              |
| 22.     | Kórus                                      | Behold the Lamb of God                        |                |              |
| 23.     | Ária (alt)                                 | He was despised                               |                |              |
| 24.     | Kórus                                      | Surely he hath borne our Griefs               |                |              |
| 25.     | Kórus (fúga)                               | And with His Stripes we are healed            |                |              |
| 26.     | Kórus (duett)                              | All we, like Sheep, have gone astray          |                |              |
| 27.     | Recitativo (tenor)                         | All they that see him laugh him to scorn      |                |              |
| 28.     | Kórus (fúga)                               | He trusted in God                             |                |              |
| 29.     | Recitativo (tenor)                         | Thy Rebuke hath broken his Heart              |                |              |
| 30.     | Ária (tenor)                               | Behold, and see, if there be any Sorrow       |                |              |
| (II)    |                                            |                                               |                |              |
| 31.     | Recitativo (tenor vagy második szoprán)    | He was cut off out of the Land                |                |              |
| 32.     | Ária (tenor vagy második szoprán)          | But Thou didst not leave his Soul in Hell     |                |              |
| (III)   |                                            |                                               |                |              |
| 33.     | Kórus                                      | Lift up your Heads, O ye Gates                |                |              |
| (IV)    |                                            |                                               |                |              |
| 34.     | Recitativo (tenor)                         | Unto which of the Angels said He at any Time  |                |              |
| 35.     | Kórus                                      | Let all the Angels of God worship Him         |                |              |
| (V)     |                                            |                                               |                |              |
| 36.     | Ária (basszus vagy alt vagy első szoprán)  | Thou art gone up on High                      |                |              |
| 37.     | Kórus                                      | The Lord gave the Word                        |                |              |
| 38.     | Ária (kórus vagy alt vagy második szoprán) | How beautiful are the Feet                    |                |              |
| 39.     | Kórus vagy Ária (tenor)                    | Their Sound is gone out into all Lands        |                |              |
| (VI)    |                                            |                                               |                |              |
| 40.     | Ária (basszus)                             | Why do the Nations so furiously rage together |                |              |
| 41.     | Kórus                                      | Let us break their Bonds asunder              |                |              |
| (VII)   |                                            |                                               |                |              |
| 42.     | Recitativo (tenor)                         | He that dwelleth in Heaven                    |                |              |
| 43.     | Ária (tenor)                               | Thou shalt break them with a Rod of Iron      |                |              |
| 44.     | Kórus (himnusz és fúga)                    | Hallelujah!                                   |                |              |

### Harmadik rész
| Sorszám | Forma, szólam             | Angol cím                              | Bibliai forrás | Cím magyarul |
| ------- | ------------------------- | -------------------------------------- | -------------- | ------------ |
| (I)     |                           |                                        |                |              |
| 45.     | Ária (második szoprán)    | I know that my Redeemer liveth         |                |              |
| 46.     | Kórus                     | Since by Man came Death                |                |              |
| (II)    |                           |                                        |                |              |
| 47.     | Recitativo (basszus)      | Behold, I tell you a Mystery           |                |              |
| 48.     | Ária (basszus)            | The Trumpet shall sound                |                |              |
| (III)   |                           |                                        |                |              |
| 49.     | Recitativo (alt)          | Then shall be brought to pass          |                |              |
| 50.     | Ária (alt és tenor duett) | O Death, where is thy Sting?           |                |              |
| 51.     | Kórus                     | But Thanks be to God                   |                |              |
| 52.     | Ária (első szoprán)       | If God is for us                       |                |              |
| (IV)    |                           |                                        |                |              |
| 53.     | Kórus (himnusz és fúga)   | Worthy is the Lamb that was slain Amen |                |              |

## Részletek hangfelvételen
A Sinfonia tétel

Szopránária: How beautiful are the Feet

A Halleluja tétel

A Messiás teljes változata a The Tabernacle Choir & Orchestra előadásában (2021-ben előadott húsvéti koncert).